# Långetjärnen (Bollebygds socken, Västergötland)
Långetjärnen är en sjö i Bollebygds kommun i Västergötland och ingår i Göta älvs huvudavrinningsområde. Sjön är 11,8 meter djup, har en yta på 0,03 kvadratkilometer och befinner sig 172 meter över havet.